# Bavois
Bavois es una comuna suiza del cantón de Vaud, situada en el distrito de Jura-Nord vaudois.

## Geografía
Bavois limita al norte con Chavornay, al este con Goumoëns, Oulens-sous-Échallens y Penthéréaz, al sureste con Daillens, al sur con Lussery-Villars Eclépens, y al oeste con Orny y Arnex-sur-Orbe.
Por la comuna pasa el río Talent y el río Le Cristallin.

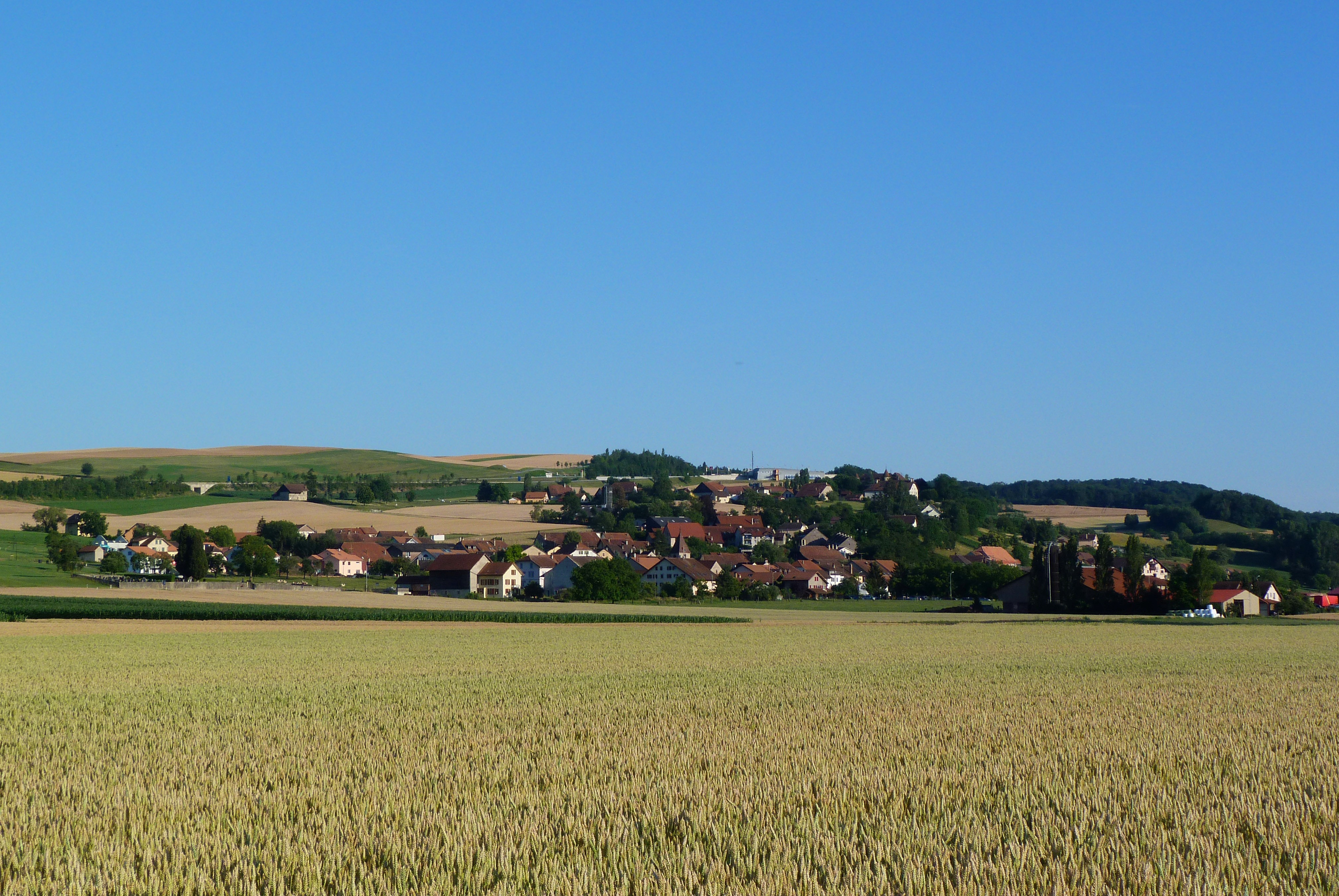
Vista de Bavois

## Transportes
Ferrocarril
Existe una estación ferroviaria en la comuna donde efectúan parada trenes de cercanías pertenecientes a una línea de la red 'RER Vaud'.

## Monumentos
Entre los monumentos de la comuna destaca el castillo de Bavois, y la iglesia de Saint Léger. También pasa por la comuna el Canal d'Entreroches.